# حمد الصقور
حمد الصقور (انگلیسی: Hamad Al-Sagoor؛ زادهٔ ۱ ژوئیهٔ ۱۹۷۹) یک ورزشکار اهل عربستان سعودی است.
از باشگاه‌هایی که در آن بازی کرده‌است می‌توان به باشگاه فوتبال الرائد عربستان سعودی، باشگاه فوتبال النصر عربستان سعودی، باشگاه فوتبال نجران عربستان سعودی، و تیم ملی فوتبال عربستان سعودی اشاره کرد.
وی همچنین در تیم ملی فوتبال عربستان سعودی بازی کرده است.